# FP语言
FP（缩写的Functional Programming），是John Backus创立的支持函数级编程范型的编程语言。它允许消去命名变量。

## 历史
FP语言是在Backus的1977年图灵奖获奖演讲论文《编程可以从冯诺依曼风格中解放出来吗？程序的函数式风格及其代数》中提出的。这篇论文点燃了对函数式语言研究的兴趣，最终导致了现代函数式语言，但不是Backus曾希望的函数级范型。
在他的这篇图灵奖论文中，Backus描述了FP风格与基于lambda演算的语言有着如何不同：
FP系统基于了对叫做泛函形式（functional form）的一组固定的组合形式的利用。它们加上简单的定义，就是从现存函数建造新函数的唯一方式；它们不使用变量或替代（substitution）规则，并且它们成为程序相关的代数的运算操作（operation）。FP系统的所有函数都是一种类型的：它们映射对象到对象之上并总是接受一个单一实际参数（argument）。
FP自身在学术界之外从未被大量使用。在1980年代，Backus建立了后继语言FL，它也保持为研究项目。

## 概述
FP程序映射所来所至的值（value）构成自一个集合，它在序列成形（sequence formation）下是闭合的：
```
如果
x
1
,...,
x
n
 是
值
，则
序列
〈
x
1
,...,
x
n
〉也是
值
```

这些值可以建造自任何原子（atom）集合：布尔值（boolean）、整数（integer）、实数（real）、字符（character）等：
```
boolean
   : {
T
, 
F
}

integer
   : {0,1,2,...,∞}

character
 : {'a','b','c',...}

symbol
    : {
x
,
y
,...}
```

⊥是未定义（undefined）的值，或者叫底（bottom），序列是“底保持”的（bottom-preserving）：
```
〈
x
1
,...,
⊥
,...,
x
n
〉  =  
⊥
```

FP程序是函数f，它们每个都映射一个单一的值x到另一个值：
```
f
:
x
  表示将
函数f
应用到
值x
所得结果的
值
```

函数要么是原始（primitive）的（就是说由FP环境所提供），要么是通过程序形成运算操作（program-forming operation）建造自原始函数，这种运算操作也叫泛函（functional）。
原始函数的一个例子是constant，它将一个值x变换成一个常量值函数x̄。函数是严格的：
```
f
:
⊥
 = 
⊥
```

原始函数的另一个例子是selector函数家族，指示为1,2,... 这里的：
```
i
:〈
x
1
,...,
x
n
〉  =  
x
i
  如果 1 ≤ 
i
 ≤ n
                =  ⊥   其他情况下
```

## 泛函
与原始函数相反，泛函（functional）运算操作在其他函数之上。例如，一些函数有单位值，比如加法的0和乘法的1。泛函unit，在应用到有这种值的函数f的时候，产生这样的一个值：
```
unit +
   =  0

unit 
×
   =  1

unit foo
 =  ⊥
```

下面是FP的核心泛函，复合（composition）、构造（construction）、条件（condition）、应用于所有（apply-to-all），右侧插入（insert-right），左侧插入（insert-left）：
```
composition
  
f
∘
g
        这里    
f
∘
g
:
x
 = 
f
:(
g
:
x
)
```

```
construction
 [
f
1
,...,
f
n
] 这里   [
f
1
,...,
f
n
]:
x
 =  〈
f
1
:
x
,...,
f
n
:
x
〉
```

```
condition
 (
h
 ⇒ 
f
;
g
)    这里   (
h
 ⇒ 
f
;
g
):
x
   =  
f
:
x
   如果   
h
:
x
  =  
T

                                           =  
g
:
x
   如果   
h
:
x
  =  
F

                                           =  
⊥
     其他情况
```

```
apply-to-all
  
α
f
       这里   
α
f
:〈
x
1
,...,
x
n
〉  = 〈
f
:
x
1
,...,
f
:
x
n
〉
```

```
insert-right
  /
f
       这里   /
f
:〈
x
〉             =  
x

                       并且   /
f
:〈
x
1
,
x
2
,...,
x
n
〉  =  
f
:〈
x
1
,/
f
:〈
x
2
,...,
x
n
〉〉
                       并且   /
f
:〈 〉             =  
unit f
```

```
insert-left
  \
f
       这里   \
f
:〈
x
〉             =  
x

                      并且   \
f
:〈
x
1
,
x
2
,...,
x
n
〉  =  
f
:〈\
f
:〈
x
1
,...,
x
n-1
〉,
x
n
〉
                      并且   \
f
:〈 〉             =  
unit f
```

## 方程函数
除了通过泛函构造自原始函数，函数也是通过方程来递归的定义，最简单的一类方程是：
```
f
 ≡ 
E
f
```

这里的 Ef 是使用泛函从原始函数、其他定义的函数和函数符号自身f建造的表达式。

## FP84
FP84是扩展FP来包括无限序列，编程者定义的组合形式（类似于Backus自己向FP的后继者FL所增加的那样），和惰性求值。不同于Backus自己的另一个FP变体FFP，FP84在对象和函数之间作出明确区分：就是说后者不再由前者的序列来表示。FP84的扩展是通过移除FP对序列构造只能应用于非⊥对象的限制来完成的：在FP84中表达式（包括其含义为⊥）的整个全集在序列构造下是闭合的。
FP84的语义被具体体现在程序的底层代数中，一组函数级方程可以被用于关于程序的操纵和推理。

## 引用
1. ↑  The Conception, Evolution, and Application of Functional Programming Languages （页面存档备份，存于） Paul Hudak, 1989
2. 1 2 3  Backus, J. . Communications of the ACM. 1978, 21 (8): 613. doi:10.1145/359576.359579.
3. ↑  Yang, Jean. . People of Programming Languages. 2017  [2020-04-20]. （原始内容存档于2020-02-18）.
4. ↑  Hague, James. . Programming in the Twenty-First Century. December 28, 2007  [2020-04-20]. （原始内容存档于2018-05-20）.

- Sacrificing simplicity for convenience: Where do you draw the line?, John H. Williams and Edward L. Wimmers, IBM Almaden Research Center, Proceedings of the FIfteenth Annual ACM SIGACT-SIGPLAN Symposium on Principles of Programming Languages, San Diego, CA, January 1988.